# Leandra luctatoris
Leandra luctatoris är en tvåhjärtbladig växtart som beskrevs av John Julius Wurdack. Leandra luctatoris ingår i släktet Leandra och familjen Melastomataceae. Inga underarter finns listade i Catalogue of Life.